# 木卫十一
木卫十一又稱為「卡耳墨」(Carme)，是环绕木星运行的一颗卫星。

## 概述
木衛十一是一顆逆行的不規則衛星，是在威爾遜山天文臺被賽斯·尼克爾森發現，以希臘神話中的的卡耳墨（Carme）命名。
木衛十一直到1975年才有正式的名稱，在那之前它只叫做JupiterXI，而在當時也有人叫它潘(Pan)，但現在潘是土衛十八 的名稱。

## 軌道
木衛十一與木星的其它十七顆衛星一起屬於卡耳墨群，它們的軌道類似。卡耳墨群的特徵是它們都是逆行，而且它們的軌道傾角都在164.9° 至165.5°之間，則它們離木星的距離從2300萬公里到2400萬公里不等。